# جون كارينغتون كوكس
جون كارينغتون كوكس (بالإنجليزية: John Carrington Cox) هو اقتصادي أمريكي، ولد في 1943.